# Praid (gmina)
Praid – gmina w Rumunii, w okręgu Harghita. Obejmuje miejscowości Becaș, Bucin, Ocna de Jos, Ocna de Sus, Praid i Șașvereș. W 2011 roku liczyła 6502 mieszkańców.